# Lincoln Tunnel
Il Lincoln Tunnel è una galleria lunga 2.4 km (1.5 miglia) che collega la città di Weehawken, nello stato del New Jersey, con Manhattan (New York City).

## Storia
La galleria fu progettata da Ole Singstad, secondo un modello a due condotte divise per senso di marcia. La sua costruzione cominciò nel 1934, e la prima galleria aprì nel 1937, per un costo di costruzione di 80 milioni di dollari. Il primo a percorrere la galleria fu Omero C. Catan, un rappresentante e venditore di Manhattan, dopo trenta ore di coda all'ingresso. Il passaggio costava cinquanta centesimi.
Il secondo condotto fu aggiunto nel 1945. La proposta di un terzo condotto venne avanzata dalla Port Authority di Manhattan, ma non ottenne inizialmente l'approvazione delle autorità cittadine di New York. L'amministrazione cittadina richiedeva alla Port Authority di contribuire alle spese per il riassetto delle strade necessario a gestire il traffico addizionale. Dopo aver trovato un compromesso, il terzo condotto venne aperto nel maggio 1957.

## Prestazioni
Le tre gallerie contengono sei corsie in tutto: durante l'ora di punta mattutina una corsia, chiamata XBL è riservata agli autobus. Dalla parte del New Jersey, la strada di avvicinamento si avvicina a spirale verso i caselli: per questo viene chiamata l'elica o il cavatappi.
La galleria può far transitare circa 120.000 veicoli al giorno: è una delle gallerie per veicoli più trafficate al mondo. La XBL è la corsia per autobus più sfruttata e produttiva degli Stati Uniti: è aperta tutte le mattine dei giorni feriali dalle 6:15 alle 10:00, permettendo il servizio di 1700 autobus che trasportano oltre 62.000 pendolari.

## Pedaggio
Il pedaggio è dovuto solo in direzione Est (veicoli in ingresso a Manhattan). Nelle ore non di punta, i veicoli dotati di E-Zpass (l'equivalente del Telepass italiano) usufruiscono di uno sconto.